# Saint-Pierre-des-Jonquières
Saint-Pierre-des-Jonquières – miejscowość i gmina we Francji, w regionie Normandia, w departamencie Sekwana Nadmorska.
Według danych na rok 1990 gminę zamieszkiwało 138 osób, a gęstość zaludnienia wynosiła 17 osób/km² (wśród 1421 gmin Górnej Normandii Saint-Pierre-des-Jonquières plasuje się na 761. miejscu pod względem liczby ludności, natomiast pod względem powierzchni na miejscu 455.).